# Max Dean
Max Jimmy Dean (Ormskirk, 21 febbraio 2004) è un calciatore inglese, attaccante del Gent.

## Carriera

### Club
Dean è cresciuto nel settore giovanile del Leeds Utd, ed ha iniziato la sua carriera professionistica nel 2023 con il MK Dons. Ha debuttato il 21 gennaio nell'incontro di Football League One vinto 2-1 contro il Forest Green ed ha segnato il suo primo gol il 4 febbraio contro il Bristol Rovers.
Il 12 luglio 2024 è stato acquistato a titolo definitivo dal Gent, club della prima divisione belga, con cui ha anche esordito nelle competizioni UEFA per club, partecipando alla fase finale di Conference League.

### Nazionale
Ha giocato nella nazionale inglese Under-20.

## Statistiche

### Presenze e reti nei club
Statistiche aggiornate al 12 dicembre 2024.
| Stagione        | Squadra         | Campionato      | Campionato | Campionato | Coppe nazionali | Coppe nazionali | Coppe nazionali | Coppe continentali | Coppe continentali | Coppe continentali | Altre coppe | Altre coppe | Altre coppe | Totale | Totale | Totale |
| Stagione        | Squadra         | Comp            | Pres       | Reti       | Comp            | Pres            | Reti            | Comp               | Pres               | Reti               | Comp        | Pres        | Reti        | Pres   | Reti   |        |
| --------------- | --------------- | --------------- | ---------- | ---------- | --------------- | --------------- | --------------- | ------------------ | ------------------ | ------------------ | ----------- | ----------- | ----------- | ------ | ------ | ------ |
| gen.-giu. 2023  | MK Dons         | FL1             | 9          | 1          | FACup+CdL       | 0               | 0               | -                  | -                  | -                  | FLT         | 0           | 0           | 9      | 1      |        |
| 2023-2024       | MK Dons         | FL2             | 29+2       | 15+1       | FACup+CdL       | 1+0             | 1+0             | -                  | -                  | -                  | FLT         | 2           | 2           | 34     | 19     |        |
| Totale MK Dons  | Totale MK Dons  | Totale MK Dons  | 38+2       | 16+1       |                 | 1               | 1               |                    | -                  | -                  |             | 2           | 2           | 43     | 20     |        |
| 2024-2025       | Gent            | D1              | 17         | 6          | CB              | 2               | 3               | UECL               | 10                 | 3                  | -           | -           | -           | 29     | 12     |        |
| Totale carriera | Totale carriera | Totale carriera | 57         | 23         |                 | 3               | 4               |                    | 10                 | 3                  |             | 2           | 2           | 72     | 34     |        |